# Vibrise
Vibrise (latinski: vibrissae), poznatije kao životinjski brkovi, čvrste su dlake prisutne kod većine sisavaca koje služe raspoznavanju njihovog okruženja. Ovaj je tip dlaka specijaliziran upravo za tu osjetilnu svrhu, dok drugi tipovi nemaju jednako razrađenu taktilnu funkciju. Iako su najprimjetnije na glavama životinja, vibrise mogu rasti na raznim mjestima životinjskoga tijela. Ima ih većina sisavaca, uključujući primate (osim ljudi), a osobito noćne životinje.
Vibrise su iznimno osjetljive te pomažu pri navigaciji, kretanju, istraživanju, lovu, socijalnom kontaktu te drugim funkcijama. Iako neke vrste riba, ptica, kukaca, rakova i drugih člankonožaca imaju slične osjetilne organe, pojam vibrisa odnosi se prvenstveno na organe sisavaca. 
Na ljudskome tijelu nalaze se dlake u nosnoj šupljini koje se također nazivaju vibrisama, no one služe potpuno drugačijoj funkciji od vibrisa u drugih sisavaca. Umjesto osjetilne funkcije, ove dlake služe spriječavanju ulaska čestica u ljudsko tijelo.
Živci iz folikula vibrisa vode do trodijelnoga živca, a zatim kroz moždano deblo do dijelova talamusa i u bačvasto polje, iako kod nekih životinja idu u colliculus superior u srednjem mozgu (važnu strukturu za vid) i u mali mozak.

## Evolucija
Poslijednji zajednički predak svih sisavaca imao je vibrise. Do danas su svi sisavci osim velikih majmuna zadržali isti predložak vibrisa na licu, kao i posebne lične mišiće koji ih pokreću.

## Anatomija
Vibrise se anatomski razlikuju od drugih tipova dlake. Lako ih je raspoznati po duljini, čvrstoći i debljini, kao i zbog toga što podosta iskaču od okolne dlake. Osim toga, imaju osobito puno živaca u folikulu i prepoznatljivu zastupljenost u somatosenzornom korteksu mozga. Najveći broj i najdulje vibrise pronalaze se kod malenih, društvenih, šumskih i noćnih životinja. Vibrise morskih sisavaca najosjetljivije su od svih. Tijekom traženja hrane u kompleksnim, mračnim okruženjima, životinje svoje vibrise kreću ubrzano u kružnim pokretima. Ti se pokreti odvijaju pri brzinama od čak 25 herca kod miševa, a spadaju pod jedne od najbržih kretnji kojih su sisavci sposobni. Maleni sisavci rabe te pokrete kako bi ispravno postavili prednje šape pri kretanju okolinom.

### Skupine
Vibrise tipično rastu u skupinama. Skupine se međusobno razlikuju po formi i funkciji, no relativno su jednolike među kopnenim životinjama (više nego između kopnenih i morskih životinja, iako i ondje ima sličnosti).
Mnoge kopnene životinje poput štakora i hrčaka imaju četiri tipične skupine vibrisa na glavama (tzv. kranijalne vibrise), koje se kod životinja mogu razlikovati zbog drugačijih načina života. Te su skupine:
- iznad očiju (supraorbitalne)
- na obrazima (genalne)
- iznad usta (mistacijalne)
- s donje strane njuške (mandibularne)

Mnogi kopneni sisavci, uključujući domaće mačke, imaju vibrise i na donjoj strani noge, odmah iznad šapa (karpalne vibrise). Iako je ovih pet skupina često pronađeno u istraživanjima kopnenih sisavaca, postoje druge skupine koje se ponegdje pojavljuju, poput nazalnih, angularnih i submentalnih vibrisa (koje se nalaze ispod brade).
Morski sisavci uglavnom imaju značajno drugačije rasporede vibrisa. Primjerice, kitovi i dupini izgubili su vibrise na njuškama, ali razvili vibrise na leđnim otvorima. Kod sjevernoameričkih lamantina svaka od dlaka na tijelu može biti vibrisa. Drugi morski sisavci, poput morskih lavova i tuljana, imaju vibrise identične onima kopnenih životinja, iako drugačijih funkcija. Kod dupina su folikule vibrisa razvile druge funkcije, poput osjeta električne struje.

### Struktura
Vibrise su obično deblje i čvršće od drugih vrsta dlaka, no kao i druge dlake sačinjene su od čvrstog materijala (keratina) te ne sadrže živce. Razlikuju se opet od drugih dlaka po folikuli, koja sadrži kapsulu krvi koja se naziva krvnim sinusom, a puna je živčanih receptora. Vibrise su organizirane simetično u skupinama te povezane s trodijelnim živcem.

## Kod drugih skupina

### Ptice
Neke ptice oko kljuna imaju specijalizirana pera nalik na dlake koje se nazivaju četinama, a ponekad i brkovima. Neke su od tih ptica: kivi, lastavica, leganj, kakapo i muholovka.

### Ribe
Neke ribe imaju tanke, viseće osjetilne organe blizu usta koje se naziva brkovima, a u tehničke svrhe za njih se koristi termin barbeli. Ribe koje imaju barbele su, među ostalim, morske mačke, šarani, jesetre i neke vrste morskih pasa.
- Četine na njorki
- Barbeli na morskoj mački

## Galerija
- Vidra s kranijalnim vibrisama
- Vibrise na laboratorijskom štakoru
- Istaknute vibrise na mački
- Mikrograf presjeka konjske vibrise
- Vibrise na tigru
- Vibrise na laboratorijskom mišu
- Istaknute vibrise na njušci konja
- Supraorbitalne i mistacijalne vibrise na mački
- Četine kod glave ptice (Toxostoma rufum)